# Szymon Pośnik
Szymon Pośnik (15 de junio de 1993) es un deportista polaco que compite en remo.
Ganó una medalla de plata en el Campeonato Mundial de Remo de 2019 y una medalla de bronce en el Campeonato Europeo de Remo de 2018.
Participó en los Juegos Olímpicos de Tokio 2020, ocupando el cuarto lugar en la prueba de cuatro scull.

## Palmarés internacional
| Campeonato Mundial | Campeonato Mundial    | Campeonato Mundial | Campeonato Mundial |
| Año                | Lugar                 | Medalla            | Prueba             |
| ------------------ | --------------------- | ------------------ | ------------------ |
| 2019               | Ottensheim (Austria)  | Medalla de plata   | Cuatro scull       |
| Campeonato Europeo |                       |                    |                    |
| Año                | Lugar                 | Medalla            | Prueba             |
| 2018               | Glasgow (Reino Unido) | Medalla de bronce  | Cuatro scull       |